# Ташичо-дзонг
Ташичо-Дзонг ( дзонґ-ке བཀྲ་ཤིས་ཆོས་རྫོང фортеця славетної релігії ) — буддійський монастир і фортеця на північній околиці міста Тхімпху в Бутані. Розташовано на західному березі річки Ван Чу. Ташичо-Дзонг побудован як резиденція Друк Дезі (свого роду прем'єр-міністр), глави громадянського уряду Бутану. Ця посада  поєднувалася з королівською владою з моменту створення монархії в 1907 році. Також Ташичо-Дзонг  був як літня столиця країни.  У старих британських документах його називають Тасісудон (Tassisudon). 
Він був побудований першим Дхарма Раджею, засновником лінії Друкпа в буддизмі, яка є домінантною школою та державною релігією у Бутані. Правильна транслітерація народної назви "Бкрашис-чхос-рдзонг" означає "міцність сприятливого вчення".
Основна конструкція будівлі має два поверху з триповерховими вежами на кожному з чотирьох кутів  дзонгу Вежі увінчані триярусними золотими дахами. В середині фортеці є велика центральна вежа або уце.

## Історія
Оригінальний Дзонг До-Нгон, або Дзонг з блакитного каменю був побудований в 1216 році ламою Гьялва Лханапой (1164-1224), засновником Лхапської лінії Дрікунг Кагью, на місці, де зараз стоїть монастир Дечен Пходранг, на хребті више теперішнього Ташичо-дзонгу. У 1641 році Шабдрунг Нгаванг Намгьял прийняв цей монастир від Лхапа Каг'ю. Після переосвячення будівлі, її перейменували в Ташичо-Дзонг. В той час в монастирі була головна резиденція Південного Друкпа Каг'ю і літня резиденція сангхи на чолі з Шабдрунг Нгванг Намґ'ял.  Більша частина монастиря того періоду була знищена пожежею в 1772 році, і новий був побудований на теперішньому місці.  До оздоблення будівлі  було додано зображення шістнадцяти аргатів, які благословив Дже Кхенпо. 
Пізніше Ташичо Дзонг ще три рази знищувався вогнем, а також серйозно був пошкоджений землетрусом в 1897 році.  Щоразу його перебудовували тодішні Дезі та Дже Кхенпо. У 1962 році, після перенесення столиці з Пунакхи до Тхімпху, теперішній Дзонг був перебудований третім королем Бутану  Джігме Дорджі Вангчуком для резиденції уряду. Від раннього Дзонга залишилися лише центральна вежа, будівля храм і головний Гонкханг (храм-захисник). Після завершення перебудови в 1968 році новий Ташичо Дзонг був освячений 66-м Дже Кхенпо; 16-м Кармапа, Рангджунг Рігпай Дордже та Дже Кудре, Джам'янг Єше. 
З 1968 року Ташичо Дзонг  є резиденцією уряду Бутану. Нині в ньому знаходиться тронний зал, кабінети короля, секретаріат кабінету міністрів, міністерства внутрішніх справ і фінансів. Деякі інші урядові відомства розміщені в будівлях на південь від Дзонга, а інші — у нових будівлях у Тхімпху. На захід від дзонга розташована невелика вежа Ней Кханг Лхакханг, в якій знаходиться статуя Будди Шак'ямуні і захисні божества.   У 1953 році королівська сім'я оселилася  в 4 кілометрах на північ від Дзонг Ташичо в новозбудованому палаці Деченчолінг.

## Храми та каплиці в монастирі
У Ташичо-Дзонг є тридцять храмів, каплиць і святинь.

## Галерея

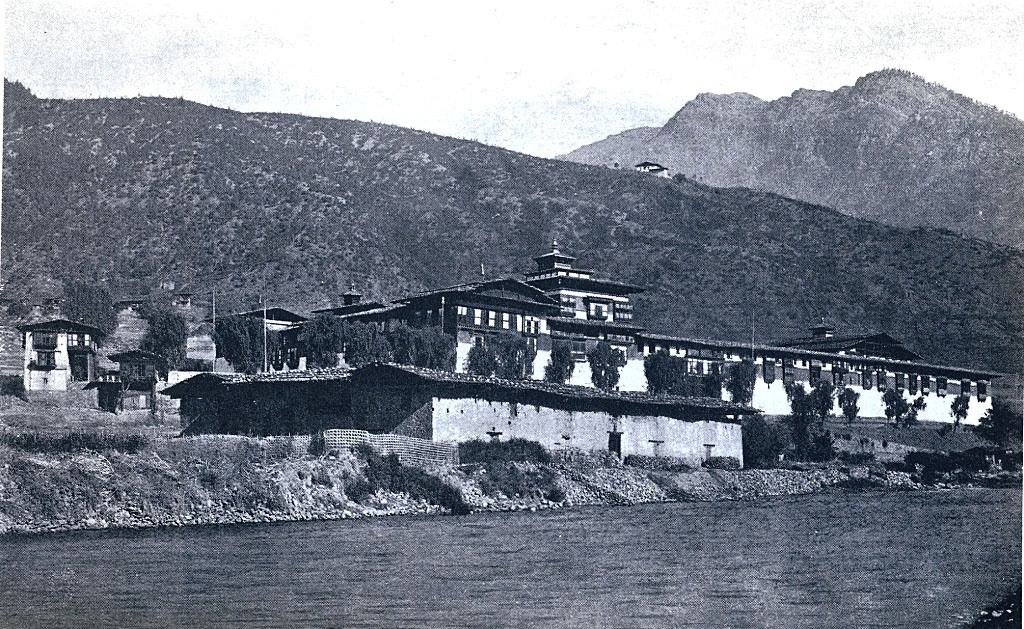
Ташичо-дзонг у 1921 році

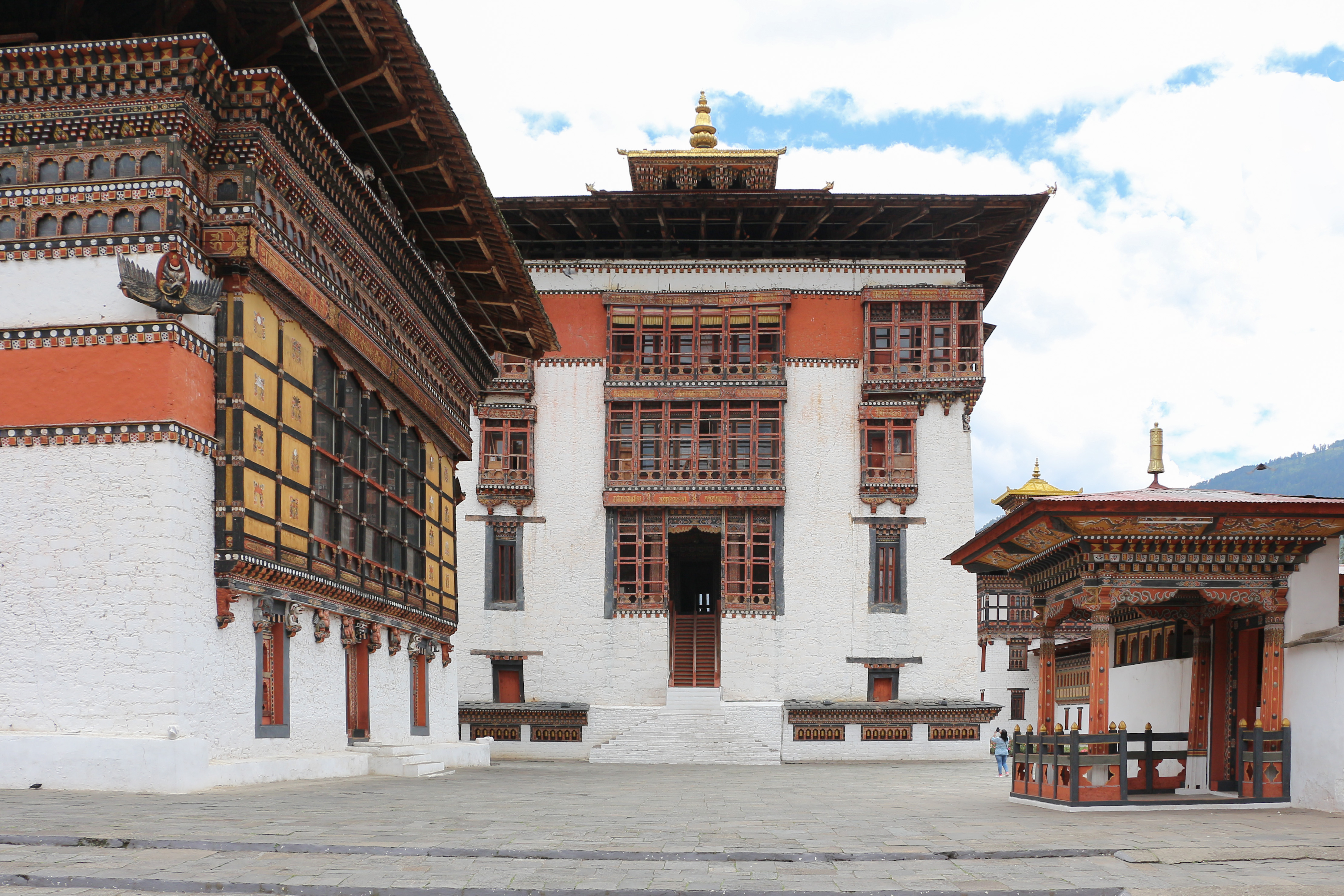
Ташичо-Дзонг

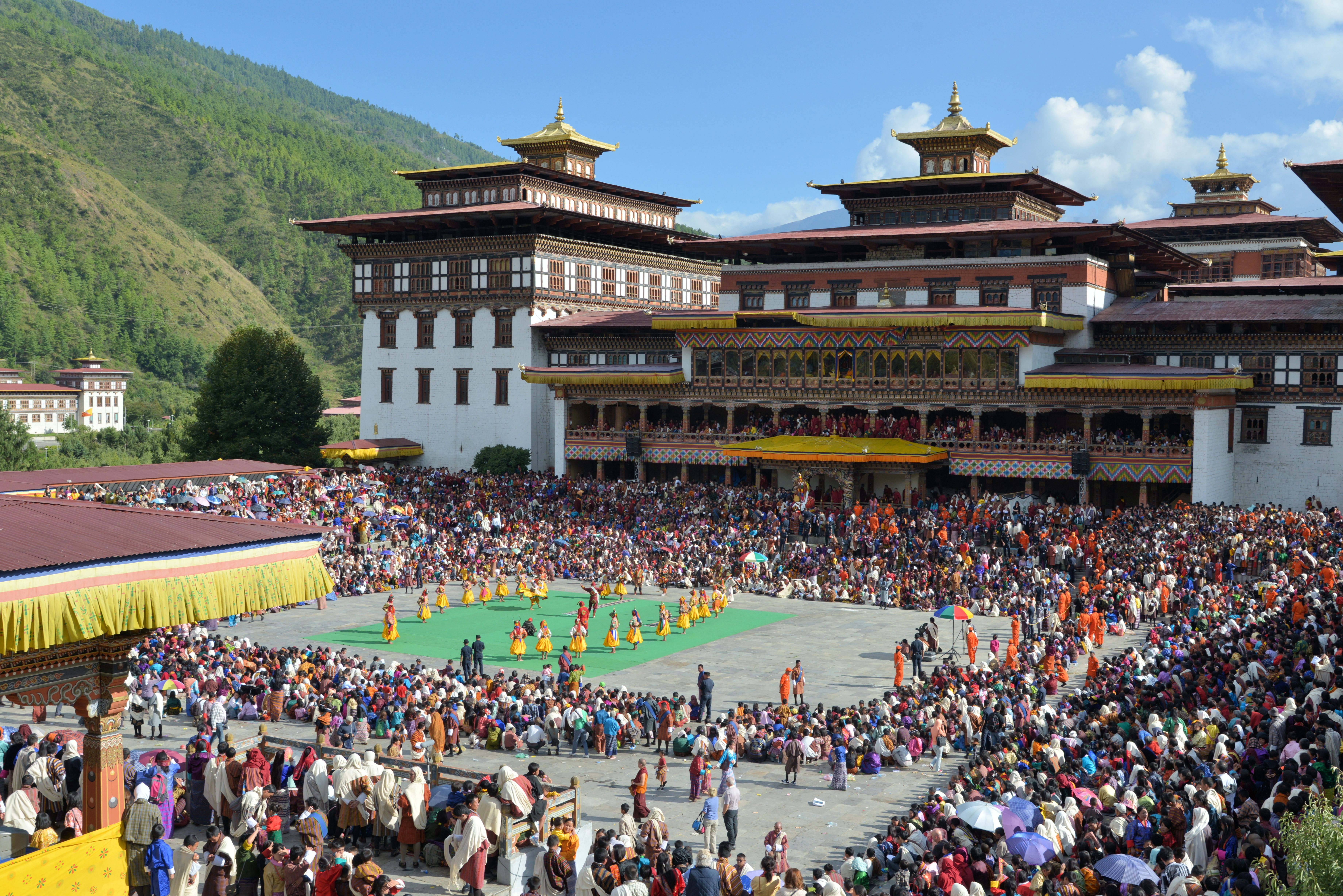
Фестиваль Цечу в Ташичо-дзоні